# Kunstpreis des Kantons Solothurn
Der Kunstpreis des Kantons Solothurn ist eine Auszeichnung, welche der Kanton Solothurn jährlich an Personen vergibt, welche durch ihre schöpferischen kulturellen Leistungen im gesamten Kanton sowie über die Kantonsgrenzen hinaus Anerkennung gefunden haben. Es ist die höchste Auszeichnung des Kantons Solothurn (nebst den Fach- und Anerkennungspreisen).

## Preisträger (Auswahl)
- 2024: Thomas Trachsel[1]
- 2021: Marie-Theres Amici
- 2020: Alex Capus
- 2019: Daniel Schwartz
- 2018: Stefan Sieboth
- 2017: Bruno Leus
- 2016: Urs Joseph Flury
- 2015: Paul Gugelmann
- 2014: Mike Müller
- 2013: Peter Jeker
- 2010: Umberto Arlati
- 2008: Peter André Bloch
- 2004: Hans Saner
- 2002: Franz Anatol Wyss
- 1999: Gunter Frentzel
- 1992: Gerhard Meier
- 1991: Jost Meier
- 1990: Urs Graf
- 1988: Urs Jaeggi
- 1985: Jost Meier
- 1984: Ernst Burren
- 1978: Peter Bichsel, Heinz Schwarz
- 1976: Fritz Haller
- 1973: Rolf Spinnler
- 1969: Albert Jenny
- 1965: Albin Fringeli